# Дом народа Парламентарне скупштине Босне и Херцеговине
Дом народа Парламентарне скупштине Босне и Херцеговине је горњи дом Парламентарне скупштине Босне и Херцеговине. Доњи дом је Представнички дом.

## Састав
Дом народа се састоји од 15 делегата од којих једну трећину именује Народна скупштина Републике Српске (пет Срба), а двије трећине бошњачки и хрватски делегати у Дому народа Парламента Федерације Босне и Херцеговине (пет Бошњака и пет Хрвата).
Кворум чине девет делегата, с тим да морају бити најмање три српска, три хрватска и три бошњачка делегата.

## Поступак
Доношење свих закона Босне и Херцеговине захтијева сагласност оба дома.
Предложена одлука Парламентарне скупштине може се прогласити штетном по виталне интересе бошњачког, хрватског или српског народа већином гласова из редова бошњачких, хрватских, или српских делегата. Да би била усвојена, таква предложена одлука захтијева у Дому народа сагласност већине бошњачких, већине хрватских и већине српских делегата који су присутни и гласају.
Када се већина бошњачких, хрватских или српских делегата успротиви позивању на витални интерес, предсједавајући Дома народа ће одмах сазвати Заједничку комисију од три делегата, по једног из редова бошњачких, хрватских и српских делегата, како би ријешила то питање. Ако Заједничка комисија у томе не успије у року од пет дана, предмет се преноси на Уставни суд Босне и Херцеговине, који ће у хитном поступку размотрити процедуралну регуларност у тој ствари.